# Associazione Calcio Aviosicula 1941-1942
Questa voce raccoglie le informazioni riguardanti la Associazione Calcio Aviosicula nelle competizioni ufficiali della stagione 1941-1942.

## Rosa
| N. |                   | Ruolo | Calciatore            |
| -- | ----------------- | ----- | --------------------- |
|    | Italia (bandiera) | A     | Remo Amadesi          |
|    | Italia (bandiera) | C     | I. Bino               |
|    | Italia (bandiera) | C     | Giovanni Bretta       |
|    | Italia (bandiera) | A     | E. Busani             |
|    | Italia (bandiera) | D     | Bruno Cappellini      |
|    | Italia (bandiera) | P     | Aroldo Collesi        |
|    | Italia (bandiera) | A     | Bruno Combi           |
|    | Italia (bandiera) | P     | Giovan Battista Corso |
|    | Italia (bandiera) | D     | Filippo De Santis     |
|    | Italia (bandiera) | D     | Adelio Fiore          |
|    | Italia (bandiera) | A     | Roberto Gioia         |
|    | Italia (bandiera) | D     | Gino Lenzi            |

| N. |                   | Ruolo | Calciatore        |
| -- | ----------------- | ----- | ----------------- |
|    | Italia (bandiera) | D     | Giovanni Nuvoloni |
|    | Italia (bandiera) | D     | L. Pallavinini    |
|    | Italia (bandiera) | D     | Felice Pelizzari  |
|    | Italia (bandiera) | A     | L. Pergola        |
|    | Italia (bandiera) | C     | Antonio Peternel  |
|    | Italia (bandiera) | D     | Dante Petri       |
|    | Italia (bandiera) | A     | Lanfranco Ragni   |
|    | Italia (bandiera) | A     | G. Rizzo          |
|    | Italia (bandiera) | C     | Giuseppe Serio    |
|    | Italia (bandiera) | D     | Mario Scarlata    |
|    | Italia (bandiera) | D     | Mario Tommasco    |
|    | Italia (bandiera) | C     | Italo Verdi       |